# La Chaussée (Viena)
La Chaussée és un municipi francès situat al departament de la Viena i a la regió de la Nova Aquitània. L'any 2007 tenia 163 habitants.

## Demografia

### Població
El 2007 la població de fet de La Chaussée era de 163 persones. Hi havia 76 famílies de les quals 32 eren unipersonals (20 homes vivint sols i 12 dones vivint soles), 20 parelles sense fills, 12 parelles amb fills i 12 famílies monoparentals amb fills.
La població ha evolucionat segons el següent gràfic:
Habitants censats

### Habitatges
El 2007 hi havia 108 habitatges, 80 eren l'habitatge principal de la família, 13 eren segones residències i 15 estaven desocupats. 104 eren cases i 4 eren apartaments. Dels 80 habitatges principals, 68 estaven ocupats pels seus propietaris i 13 estaven llogats i ocupats pels llogaters; 3 tenien una cambra, 3 en tenien dues, 20 en tenien tres, 17 en tenien quatre i 38 en tenien cinc o més. 56 habitatges disposaven pel capbaix d'una plaça de pàrquing. A 45 habitatges hi havia un automòbil i a 26 n'hi havia dos o més.

### Piràmide de població
La piràmide de població per edats i sexe el 2009 era:
| Homes | Edats   | Dones |
| ----- | ------- | ----- |
| 0     | 95 o +  | 0     |
| 0     | 90 a 94 | 0     |
| 0     | 85 a 89 | 0     |
| 0     | 80 a 84 | 0     |
| 8     | 75 a 79 | 4     |
| 16    | 70 a 74 | 4     |
| 4     | 65 a 69 | 4     |
| 8     | 60 a 64 | 4     |
| 4     | 55 a 59 | 4     |
| 4     | 50 a 54 | 4     |
| 8     | 45 a 49 | 4     |
| 0     | 40 a 44 | 0     |
| 0     | 35 a 39 | 8     |
| 16    | 30 a 34 | 4     |
| 8     | 25 a 29 | 8     |
| 8     | 20 a 24 | 4     |
| 4     | 15 a 19 | 4     |
| 0     | 10 a 14 | 4     |
| 4     | 5 a 9   | 12    |
| 4     | 0 a 4   | 8     |

## Economia
El 2007 la població en edat de treballar era de 94 persones, 62 eren actives i 32 eren inactives. De les 62 persones actives 51 estaven ocupades (24 homes i 27 dones) i 11 estaven aturades (6 homes i 5 dones). De les 32 persones inactives 18 estaven jubilades, 2 estaven estudiant i 12 estaven classificades com a «altres inactius».

### Ingressos
El 2009 a La Chaussée hi havia 80 unitats fiscals que integraven 178 persones, la mediana anual d'ingressos fiscals per persona era de 13.947,5 €.

### Activitats econòmiques
Dels 3 establiments que hi havia el 2007, 1 era d'una empresa de construcció, 1 d'una empresa de comerç i reparació d'automòbils i 1 d'una empresa de serveis.
L'únic servei als particulars que hi havia el 2009 era un paleta.
L'any 2000 a La Chaussée hi havia 5 explotacions agrícoles.

## Poblacions més properes
El següent diagrama mostra les poblacions més properes.